# Francesco (film din 1989)
Francesco (titlu original: Francesco) este un film italiano-german din 1989 regizat de Liliana Cavani. Rolurile principale au fost interpretate de actorii Mickey Rourke, Helena Bonham Carter și Andréa Ferréo. Coloana sonoră este compusă  de Vangelis. Scenariul este bazat pe cartea lui Hermann Hesse, Francisc de Assisi.

## Distribuție
- Mickey Rourke - Francesco
- Helena Bonham Carter - Chiara
- Andréa Ferréol - mama lui Francesco (ca Andrea Ferreol)
- Nikolaus Dutsch - Cardinal Colonna
- Peter Berling - Bishop Guido
- Hanns Zischler - Pope Innocent III
- Mario Adorf - Cardinal Ugolino
- Paolo Bonacelli - Francesco's Father
- Fabio Bussotti - Leone
- Riccardo De Torrebruna - Pietro Cattani
- Alexander Dubin - Angelo (as Alekander Dubin)
- Edward Farrelly - Egidio
- Paolo Proietti - Pacifico
- Paco Reconti - Rufino
- Diego Ribon - Bernardo di Quintavalle
- Domiziano Arcangeli - Brother in Lateran Palace